# معرض ألمانيا الدولي للسيارات
معرض ألمانيا الدولي للسيارات هو معرض السيارات وثاني أكبر معرض للسيارات في العالم بعد معرض باريس للسيارات، يقام سنويا في فرانكفورت في السنة الفردية أما عندما تكون السنة زوجية فأنه يقام في هانوفر. كان يقام المعرض في فرانكفورت فقط وذلك قبل عام 1991. ينظم المعرض على يد المعرض العالمي للسيارات ويحتل المعرض 12 مبنى. 

## تاريخ
أقيم أول معرض في عام 1897 في فندق بريستول في العاصمة الألمانية برلين بمجموع ثماني مركبات معروضة. وكما الأيام تمر أصبح المعرض معروفا أكثر فأكثر وأصبح حدث ثابت يقام في ألمانيا كل سنة تقريبا في برلين في أغلب الأحيان. أصبح المعرض يقام مرتين سنويا في الفترة بين 1905-1907 حيث أصبح إنتاج السيارات أكبر وأوسع. تم إيقاف المعرض في العام التالي بسبب الحرب العالمية الأولى لكنه ما لبث أن عاد في عام 1921 بحضور 67 مصنعا للسيارات بما مجموع 90 مركبة معروضة. على الرغم من أن أثار الركود الأقتصادي العالمي ما زالت مستمرة، عقد المعرض رقم 22 في برلين في عام 1931 بحضور ما مجموعه 295,000 زائر. ولأول مرة عرضت سيارات الدفع الأمامي في المعرض. في عام 1939، عقد المعرض التاسع والعشرين بمجموع 825,000 زائر - وهو رقم قياسي في ذلك الوقت. وقدمت فولكس فاجن سيارتها الجديدة للمرة الأولى، والتي عرفت لاحقا باسم بيتل. علق المعرض مرة ثانية بسبب الحرب العالمية الثانية. بين أعوام 1947-1949 حجز المصنعيين الألمان مكانا لهم في المعرض التجاري لتصدير في هانوفر. في أبريل من عام 1951، عقد المعرض في ميسي بفرانكفورت للمرة الأولى في تاريخه وجذب ما مجموعه 570,000 زائر وأحتوى على معروضات من أمثال مركبة شحن كبيرة التي أحتوت لأول مرة على محرك تيربو-ديزل. بعد ستة أشهر فقط وتحديدا في سبتمبر 1951، عقد المعرض الثاني في برلين بحضور 290,000 زائر. منذ ذلك الحين، صناع السيارات الألمانية وداعو الموقع التقليدي للمعرض في برلين وأنتقلو تماما إلى فرانكفورت. وأصبح المعرض لا يقام إلا مرة كل سنتين.
في عام 1989، أصبح المعرض المقام في فرانكفورت شغيرا ليشمل كل مركبات الركاب والمركبات التجارية في ان واحد فتقلص عدد الصناع الحاضرين بحدود 2000 عارضا أحتلو مساحة 252,000 متر مربع تقريبا. وحضر هذا الحدث أكثر من 1.2 مليون زائر. بسبب إرتفاع الطلب، فإنه لم يعد من الممكن لتلبية متطلبات العارضين في المعرض. في ضوء ذلك، قرر المعرض العالمي للسيارات تقسيم معرض برلين من الآن فصاعدا، ليصبح التركيز على سيارات الركاب في السنوات الفردية، والتركيز على المركبات التجارية في السنوات الزوجية. فكان أول معرض يركز فقط على مركبات الركاب هوالمعرض الذي عقد في عام 1991 وقد لاحقا نجاحا كبيرا. حضر ما مجموعه 1271 شركة عارضة من 43 دولة تعرض منتجاتها الجديدة وإبتكاراتها مع أكثر من 935,000 زائر. وفي عام 1992 جرى أول معرض يركز على المركبات التجارية في هانوفر بألمانيا. وقد تواجد 1284 عارض من 29 بلدا بحضور 287,000 زائر، 66 بالمئة منهم تجار.